# Hanatele uzbece
Hanatele uzbece este un nume generalizant al celor trei state care existau în Transoxiana și Horezm: hanatele Buhara (1500–1920), Hiva (1512–1920) și Kokand (1709–1876). 
Au fost conduse de conducători din dinastii uzbece, fiind fondate la începutul secolului al XVI-lea după căderea Imperiului Timurid.

## Comentariu

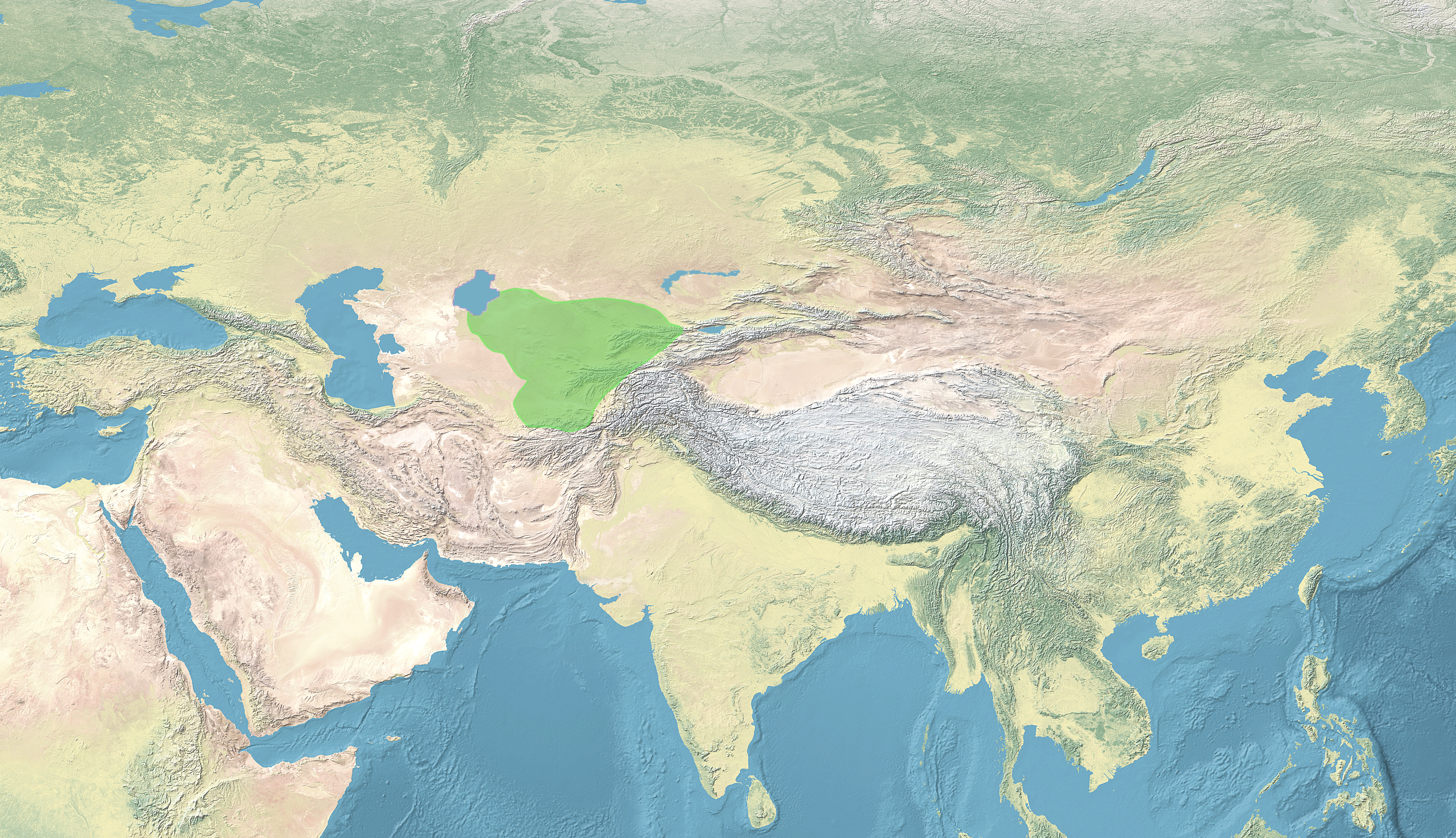
Hanatul Buhara în 1958

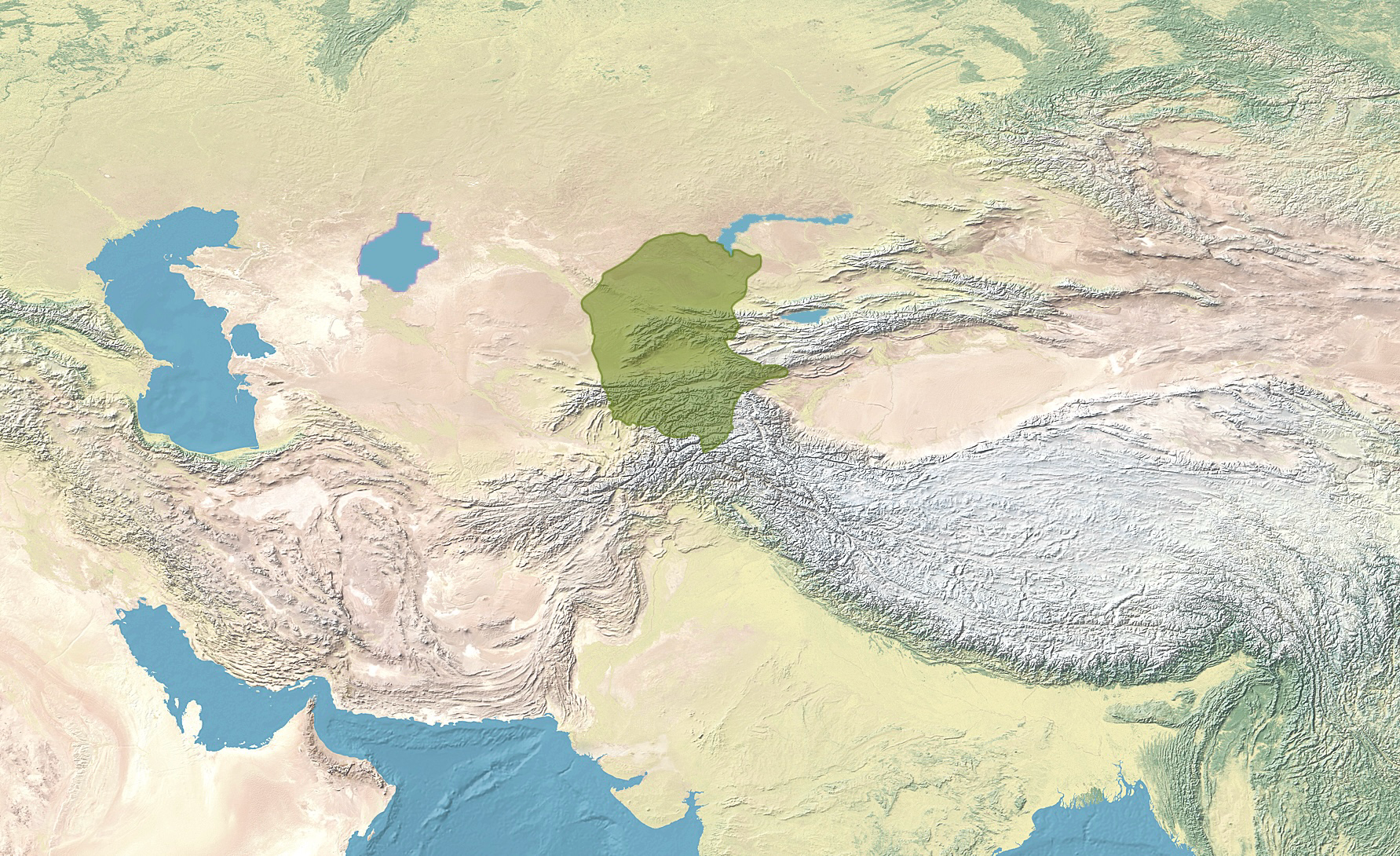
Hanatul Kokand în 1830